# Isaac Thomas
Isaac Thomas, född 4 november 1784 i Sevierville, död 2 februari 1859 i Alexandria, var en amerikansk politiker (demokrat-republikan). Han var ledamot av USA:s representanthus 1815–1817.
Thomas ligger begravd på Rapides Cemetery i Pineville.